# АВРО-турнир 1938
АВРО-турнир — международный шахматный турнир, проводившийся в десяти городах Нидерландов со 2 по 27 ноября 1938 года. Турнир получил название в честь спонсора — нидерландской радиовещательной компании Algemene Vereniging Radio Omroep. В АВРО-турнире принимали участие восемь сильнейших игроков того времени: действующий чемпион мира Александр Алехин, экс-чемпионы Капабланка и Эйве и потенциальные претенденты на мировое первенство Михаил Ботвинник, Пауль Керес, Ройбен Файн, Самуэль Решевский и Сало Флор.

## Регламент и расписание
Турнир проходил в два круга. Всего состоялось 56 партий, из которых 24 закончились результативно и 32 вничью. Контроль времени — 2 часа и 30 минут на первые 40 ходов и час на каждые следующие 16 ходов. Были предусмотрены призы за первые четыре места в 1000, 700, 500 и 400 гульденов соответственно.
| Тур         | Дата ноября | Время проведения | Город     |
| ----------- | ----------- | ---------------- | --------- |
| Открытие    | 5           |                  | Амстердам |
| 1           | 6           | 12-5             | Амстердам |
| Доигрывание | 7           |                  | Амстердам |
| 2           | 8           | 6-11             | Гаага     |
| Доигрывание | 9           |                  | Амстердам |
| 3           | 10          | 6-11             | Роттердам |
| Доигрывание | 11          |                  | Амстердам |
| 4           | 12          | 6-11             | Гронинген |
| 5           | 13          | 12-5             | Зволле    |
| 6           | 14          | 6-11             | Харлем    |
| 7           | 15          | 6-11             | Амстердам |
| Доигрывание | 16          |                  | Амстердам |
| 8           | 17          | 6-11             | Утрехт    |
| Доигрывание | 18          |                  | Амстердам |
| 9           | 19          | 6-11             | Арнем     |
| 10          | 20          | 12-5             | Бреда     |
| Доигрывание | 21          |                  | Амстердам |
| 11          | 22          | 6-11             | Роттердам |
| Доигрывание | 23          |                  | Амстердам |
| 12          | 24          | 6-11             | Гаага     |
| 13          | 25          | 6-11             | Лейден    |
| Доигрывание | 26          |                  | Амстердам |
| 14          | 27          | 12-5             | Амстердам |
| Доигрывание | 27          |                  | Амстердам |

## Ход турнира
Об упорстве борьбы свидетельствует результат: на дистанции в 1½ очка разместилось 6 участников. Победу в турнире одержали Керес и Файн, сразу захватившие лидерство. В одиннадцатом туре после победы над Капабланкой к ним присоединился Ботвинник, но в следующем туре он уступил Эйве и отстал. В итоге Керес и Файн опередили его на очко. Официально победителем был объявлен Керес, выигравший свой микроматч с Файном 1½—½. Приз «За красоту» получила партия Ботвинник — Капабланка.
Условия игры были трудными. Считается, что большое количество переездов стало тяжёлым испытанием для более возрастных Алехина и Капабланки, из-за чего они выступили ниже своих возможностей. В позднейшем интервью Капабланка жаловался на головные боли, приходившие после третьего часа игры, по словам его жены, он перенёс инфаркт.

Нас мотали по всей стране. Перед игрой вместо обеда — два часа в поезде. Пожилые участники — Капабланка и Алехин — не выдержали напряжения.— М. Ботвинник

И Керес и Файн — оба великолепные стратеги, но всё же Керес теперь самая интересная фигура в шахматном мире. Его матч с Алехиным почти необходим— С. Флор
Организаторы и часть мировой шахматной общественности рассматривали АВРО-турнир как неофициальный турнир претендентов, победитель которого получит право вызвать Алехина на матч за звание чемпиона мира и ему была обещана финансовая помощь в организации матча на первенство мира. Однако Алехин сразу объявил, что будет играть матч с любым известным гроссмейстером, который обеспечит достаточный призовой фонд. Там же участники турнира создали так называемый «Клуб восьми сильнейших», любой из членов которого имел право бросить вызов чемпиону, если обеспечит финансовые условия. В ходе турнира состоялись переговоры между Алехиным и Ботвинником, который ранее получил на это согласие руководства СССР. Стороны согласовали гонорар Алехина (6 700 долларов США). В 1939 году Ботвинник направил официальный вызов, но дальнейшие контакты были прерваны Второй мировой войной.

## Примечательные партии

### М. Ботвинник — Х.-Р. Капабланка
|   | a | b | c | d | e | f | g | h |   |
| - | --- | --- | --- | --- | --- | --- | --- | --- | - |
| 8 | a7 чёрная пешка · e7 чёрный ферзь · g7 чёрный король · h7 чёрная пешка · b6 чёрная пешка · e6 белая пешка · f6 чёрный конь · g6 чёрная пешка · d5 чёрная пешка · e5 белый ферзь · c4 чёрная пешка · d4 белая пешка · b3 чёрный конь · c3 белая пешка · g3 белый конь · b2 белый слон · g2 белая пешка · h2 белая пешка · g1 белый король | a7 чёрная пешка · e7 чёрный ферзь · g7 чёрный король · h7 чёрная пешка · b6 чёрная пешка · e6 белая пешка · f6 чёрный конь · g6 чёрная пешка · d5 чёрная пешка · e5 белый ферзь · c4 чёрная пешка · d4 белая пешка · b3 чёрный конь · c3 белая пешка · g3 белый конь · b2 белый слон · g2 белая пешка · h2 белая пешка · g1 белый король | a7 чёрная пешка · e7 чёрный ферзь · g7 чёрный король · h7 чёрная пешка · b6 чёрная пешка · e6 белая пешка · f6 чёрный конь · g6 чёрная пешка · d5 чёрная пешка · e5 белый ферзь · c4 чёрная пешка · d4 белая пешка · b3 чёрный конь · c3 белая пешка · g3 белый конь · b2 белый слон · g2 белая пешка · h2 белая пешка · g1 белый король | a7 чёрная пешка · e7 чёрный ферзь · g7 чёрный король · h7 чёрная пешка · b6 чёрная пешка · e6 белая пешка · f6 чёрный конь · g6 чёрная пешка · d5 чёрная пешка · e5 белый ферзь · c4 чёрная пешка · d4 белая пешка · b3 чёрный конь · c3 белая пешка · g3 белый конь · b2 белый слон · g2 белая пешка · h2 белая пешка · g1 белый король | a7 чёрная пешка · e7 чёрный ферзь · g7 чёрный король · h7 чёрная пешка · b6 чёрная пешка · e6 белая пешка · f6 чёрный конь · g6 чёрная пешка · d5 чёрная пешка · e5 белый ферзь · c4 чёрная пешка · d4 белая пешка · b3 чёрный конь · c3 белая пешка · g3 белый конь · b2 белый слон · g2 белая пешка · h2 белая пешка · g1 белый король | a7 чёрная пешка · e7 чёрный ферзь · g7 чёрный король · h7 чёрная пешка · b6 чёрная пешка · e6 белая пешка · f6 чёрный конь · g6 чёрная пешка · d5 чёрная пешка · e5 белый ферзь · c4 чёрная пешка · d4 белая пешка · b3 чёрный конь · c3 белая пешка · g3 белый конь · b2 белый слон · g2 белая пешка · h2 белая пешка · g1 белый король | a7 чёрная пешка · e7 чёрный ферзь · g7 чёрный король · h7 чёрная пешка · b6 чёрная пешка · e6 белая пешка · f6 чёрный конь · g6 чёрная пешка · d5 чёрная пешка · e5 белый ферзь · c4 чёрная пешка · d4 белая пешка · b3 чёрный конь · c3 белая пешка · g3 белый конь · b2 белый слон · g2 белая пешка · h2 белая пешка · g1 белый король | a7 чёрная пешка · e7 чёрный ферзь · g7 чёрный король · h7 чёрная пешка · b6 чёрная пешка · e6 белая пешка · f6 чёрный конь · g6 чёрная пешка · d5 чёрная пешка · e5 белый ферзь · c4 чёрная пешка · d4 белая пешка · b3 чёрный конь · c3 белая пешка · g3 белый конь · b2 белый слон · g2 белая пешка · h2 белая пешка · g1 белый король | 8 |
| 7 | a7 чёрная пешка · e7 чёрный ферзь · g7 чёрный король · h7 чёрная пешка · b6 чёрная пешка · e6 белая пешка · f6 чёрный конь · g6 чёрная пешка · d5 чёрная пешка · e5 белый ферзь · c4 чёрная пешка · d4 белая пешка · b3 чёрный конь · c3 белая пешка · g3 белый конь · b2 белый слон · g2 белая пешка · h2 белая пешка · g1 белый король | a7 чёрная пешка · e7 чёрный ферзь · g7 чёрный король · h7 чёрная пешка · b6 чёрная пешка · e6 белая пешка · f6 чёрный конь · g6 чёрная пешка · d5 чёрная пешка · e5 белый ферзь · c4 чёрная пешка · d4 белая пешка · b3 чёрный конь · c3 белая пешка · g3 белый конь · b2 белый слон · g2 белая пешка · h2 белая пешка · g1 белый король | a7 чёрная пешка · e7 чёрный ферзь · g7 чёрный король · h7 чёрная пешка · b6 чёрная пешка · e6 белая пешка · f6 чёрный конь · g6 чёрная пешка · d5 чёрная пешка · e5 белый ферзь · c4 чёрная пешка · d4 белая пешка · b3 чёрный конь · c3 белая пешка · g3 белый конь · b2 белый слон · g2 белая пешка · h2 белая пешка · g1 белый король | a7 чёрная пешка · e7 чёрный ферзь · g7 чёрный король · h7 чёрная пешка · b6 чёрная пешка · e6 белая пешка · f6 чёрный конь · g6 чёрная пешка · d5 чёрная пешка · e5 белый ферзь · c4 чёрная пешка · d4 белая пешка · b3 чёрный конь · c3 белая пешка · g3 белый конь · b2 белый слон · g2 белая пешка · h2 белая пешка · g1 белый король | a7 чёрная пешка · e7 чёрный ферзь · g7 чёрный король · h7 чёрная пешка · b6 чёрная пешка · e6 белая пешка · f6 чёрный конь · g6 чёрная пешка · d5 чёрная пешка · e5 белый ферзь · c4 чёрная пешка · d4 белая пешка · b3 чёрный конь · c3 белая пешка · g3 белый конь · b2 белый слон · g2 белая пешка · h2 белая пешка · g1 белый король | a7 чёрная пешка · e7 чёрный ферзь · g7 чёрный король · h7 чёрная пешка · b6 чёрная пешка · e6 белая пешка · f6 чёрный конь · g6 чёрная пешка · d5 чёрная пешка · e5 белый ферзь · c4 чёрная пешка · d4 белая пешка · b3 чёрный конь · c3 белая пешка · g3 белый конь · b2 белый слон · g2 белая пешка · h2 белая пешка · g1 белый король | a7 чёрная пешка · e7 чёрный ферзь · g7 чёрный король · h7 чёрная пешка · b6 чёрная пешка · e6 белая пешка · f6 чёрный конь · g6 чёрная пешка · d5 чёрная пешка · e5 белый ферзь · c4 чёрная пешка · d4 белая пешка · b3 чёрный конь · c3 белая пешка · g3 белый конь · b2 белый слон · g2 белая пешка · h2 белая пешка · g1 белый король | a7 чёрная пешка · e7 чёрный ферзь · g7 чёрный король · h7 чёрная пешка · b6 чёрная пешка · e6 белая пешка · f6 чёрный конь · g6 чёрная пешка · d5 чёрная пешка · e5 белый ферзь · c4 чёрная пешка · d4 белая пешка · b3 чёрный конь · c3 белая пешка · g3 белый конь · b2 белый слон · g2 белая пешка · h2 белая пешка · g1 белый король | 7 |
| 6 | a7 чёрная пешка · e7 чёрный ферзь · g7 чёрный король · h7 чёрная пешка · b6 чёрная пешка · e6 белая пешка · f6 чёрный конь · g6 чёрная пешка · d5 чёрная пешка · e5 белый ферзь · c4 чёрная пешка · d4 белая пешка · b3 чёрный конь · c3 белая пешка · g3 белый конь · b2 белый слон · g2 белая пешка · h2 белая пешка · g1 белый король | a7 чёрная пешка · e7 чёрный ферзь · g7 чёрный король · h7 чёрная пешка · b6 чёрная пешка · e6 белая пешка · f6 чёрный конь · g6 чёрная пешка · d5 чёрная пешка · e5 белый ферзь · c4 чёрная пешка · d4 белая пешка · b3 чёрный конь · c3 белая пешка · g3 белый конь · b2 белый слон · g2 белая пешка · h2 белая пешка · g1 белый король | a7 чёрная пешка · e7 чёрный ферзь · g7 чёрный король · h7 чёрная пешка · b6 чёрная пешка · e6 белая пешка · f6 чёрный конь · g6 чёрная пешка · d5 чёрная пешка · e5 белый ферзь · c4 чёрная пешка · d4 белая пешка · b3 чёрный конь · c3 белая пешка · g3 белый конь · b2 белый слон · g2 белая пешка · h2 белая пешка · g1 белый король | a7 чёрная пешка · e7 чёрный ферзь · g7 чёрный король · h7 чёрная пешка · b6 чёрная пешка · e6 белая пешка · f6 чёрный конь · g6 чёрная пешка · d5 чёрная пешка · e5 белый ферзь · c4 чёрная пешка · d4 белая пешка · b3 чёрный конь · c3 белая пешка · g3 белый конь · b2 белый слон · g2 белая пешка · h2 белая пешка · g1 белый король | a7 чёрная пешка · e7 чёрный ферзь · g7 чёрный король · h7 чёрная пешка · b6 чёрная пешка · e6 белая пешка · f6 чёрный конь · g6 чёрная пешка · d5 чёрная пешка · e5 белый ферзь · c4 чёрная пешка · d4 белая пешка · b3 чёрный конь · c3 белая пешка · g3 белый конь · b2 белый слон · g2 белая пешка · h2 белая пешка · g1 белый король | a7 чёрная пешка · e7 чёрный ферзь · g7 чёрный король · h7 чёрная пешка · b6 чёрная пешка · e6 белая пешка · f6 чёрный конь · g6 чёрная пешка · d5 чёрная пешка · e5 белый ферзь · c4 чёрная пешка · d4 белая пешка · b3 чёрный конь · c3 белая пешка · g3 белый конь · b2 белый слон · g2 белая пешка · h2 белая пешка · g1 белый король | a7 чёрная пешка · e7 чёрный ферзь · g7 чёрный король · h7 чёрная пешка · b6 чёрная пешка · e6 белая пешка · f6 чёрный конь · g6 чёрная пешка · d5 чёрная пешка · e5 белый ферзь · c4 чёрная пешка · d4 белая пешка · b3 чёрный конь · c3 белая пешка · g3 белый конь · b2 белый слон · g2 белая пешка · h2 белая пешка · g1 белый король | a7 чёрная пешка · e7 чёрный ферзь · g7 чёрный король · h7 чёрная пешка · b6 чёрная пешка · e6 белая пешка · f6 чёрный конь · g6 чёрная пешка · d5 чёрная пешка · e5 белый ферзь · c4 чёрная пешка · d4 белая пешка · b3 чёрный конь · c3 белая пешка · g3 белый конь · b2 белый слон · g2 белая пешка · h2 белая пешка · g1 белый король | 6 |
| 5 | a7 чёрная пешка · e7 чёрный ферзь · g7 чёрный король · h7 чёрная пешка · b6 чёрная пешка · e6 белая пешка · f6 чёрный конь · g6 чёрная пешка · d5 чёрная пешка · e5 белый ферзь · c4 чёрная пешка · d4 белая пешка · b3 чёрный конь · c3 белая пешка · g3 белый конь · b2 белый слон · g2 белая пешка · h2 белая пешка · g1 белый король | a7 чёрная пешка · e7 чёрный ферзь · g7 чёрный король · h7 чёрная пешка · b6 чёрная пешка · e6 белая пешка · f6 чёрный конь · g6 чёрная пешка · d5 чёрная пешка · e5 белый ферзь · c4 чёрная пешка · d4 белая пешка · b3 чёрный конь · c3 белая пешка · g3 белый конь · b2 белый слон · g2 белая пешка · h2 белая пешка · g1 белый король | a7 чёрная пешка · e7 чёрный ферзь · g7 чёрный король · h7 чёрная пешка · b6 чёрная пешка · e6 белая пешка · f6 чёрный конь · g6 чёрная пешка · d5 чёрная пешка · e5 белый ферзь · c4 чёрная пешка · d4 белая пешка · b3 чёрный конь · c3 белая пешка · g3 белый конь · b2 белый слон · g2 белая пешка · h2 белая пешка · g1 белый король | a7 чёрная пешка · e7 чёрный ферзь · g7 чёрный король · h7 чёрная пешка · b6 чёрная пешка · e6 белая пешка · f6 чёрный конь · g6 чёрная пешка · d5 чёрная пешка · e5 белый ферзь · c4 чёрная пешка · d4 белая пешка · b3 чёрный конь · c3 белая пешка · g3 белый конь · b2 белый слон · g2 белая пешка · h2 белая пешка · g1 белый король | a7 чёрная пешка · e7 чёрный ферзь · g7 чёрный король · h7 чёрная пешка · b6 чёрная пешка · e6 белая пешка · f6 чёрный конь · g6 чёрная пешка · d5 чёрная пешка · e5 белый ферзь · c4 чёрная пешка · d4 белая пешка · b3 чёрный конь · c3 белая пешка · g3 белый конь · b2 белый слон · g2 белая пешка · h2 белая пешка · g1 белый король | a7 чёрная пешка · e7 чёрный ферзь · g7 чёрный король · h7 чёрная пешка · b6 чёрная пешка · e6 белая пешка · f6 чёрный конь · g6 чёрная пешка · d5 чёрная пешка · e5 белый ферзь · c4 чёрная пешка · d4 белая пешка · b3 чёрный конь · c3 белая пешка · g3 белый конь · b2 белый слон · g2 белая пешка · h2 белая пешка · g1 белый король | a7 чёрная пешка · e7 чёрный ферзь · g7 чёрный король · h7 чёрная пешка · b6 чёрная пешка · e6 белая пешка · f6 чёрный конь · g6 чёрная пешка · d5 чёрная пешка · e5 белый ферзь · c4 чёрная пешка · d4 белая пешка · b3 чёрный конь · c3 белая пешка · g3 белый конь · b2 белый слон · g2 белая пешка · h2 белая пешка · g1 белый король | a7 чёрная пешка · e7 чёрный ферзь · g7 чёрный король · h7 чёрная пешка · b6 чёрная пешка · e6 белая пешка · f6 чёрный конь · g6 чёрная пешка · d5 чёрная пешка · e5 белый ферзь · c4 чёрная пешка · d4 белая пешка · b3 чёрный конь · c3 белая пешка · g3 белый конь · b2 белый слон · g2 белая пешка · h2 белая пешка · g1 белый король | 5 |
| 4 | a7 чёрная пешка · e7 чёрный ферзь · g7 чёрный король · h7 чёрная пешка · b6 чёрная пешка · e6 белая пешка · f6 чёрный конь · g6 чёрная пешка · d5 чёрная пешка · e5 белый ферзь · c4 чёрная пешка · d4 белая пешка · b3 чёрный конь · c3 белая пешка · g3 белый конь · b2 белый слон · g2 белая пешка · h2 белая пешка · g1 белый король | a7 чёрная пешка · e7 чёрный ферзь · g7 чёрный король · h7 чёрная пешка · b6 чёрная пешка · e6 белая пешка · f6 чёрный конь · g6 чёрная пешка · d5 чёрная пешка · e5 белый ферзь · c4 чёрная пешка · d4 белая пешка · b3 чёрный конь · c3 белая пешка · g3 белый конь · b2 белый слон · g2 белая пешка · h2 белая пешка · g1 белый король | a7 чёрная пешка · e7 чёрный ферзь · g7 чёрный король · h7 чёрная пешка · b6 чёрная пешка · e6 белая пешка · f6 чёрный конь · g6 чёрная пешка · d5 чёрная пешка · e5 белый ферзь · c4 чёрная пешка · d4 белая пешка · b3 чёрный конь · c3 белая пешка · g3 белый конь · b2 белый слон · g2 белая пешка · h2 белая пешка · g1 белый король | a7 чёрная пешка · e7 чёрный ферзь · g7 чёрный король · h7 чёрная пешка · b6 чёрная пешка · e6 белая пешка · f6 чёрный конь · g6 чёрная пешка · d5 чёрная пешка · e5 белый ферзь · c4 чёрная пешка · d4 белая пешка · b3 чёрный конь · c3 белая пешка · g3 белый конь · b2 белый слон · g2 белая пешка · h2 белая пешка · g1 белый король | a7 чёрная пешка · e7 чёрный ферзь · g7 чёрный король · h7 чёрная пешка · b6 чёрная пешка · e6 белая пешка · f6 чёрный конь · g6 чёрная пешка · d5 чёрная пешка · e5 белый ферзь · c4 чёрная пешка · d4 белая пешка · b3 чёрный конь · c3 белая пешка · g3 белый конь · b2 белый слон · g2 белая пешка · h2 белая пешка · g1 белый король | a7 чёрная пешка · e7 чёрный ферзь · g7 чёрный король · h7 чёрная пешка · b6 чёрная пешка · e6 белая пешка · f6 чёрный конь · g6 чёрная пешка · d5 чёрная пешка · e5 белый ферзь · c4 чёрная пешка · d4 белая пешка · b3 чёрный конь · c3 белая пешка · g3 белый конь · b2 белый слон · g2 белая пешка · h2 белая пешка · g1 белый король | a7 чёрная пешка · e7 чёрный ферзь · g7 чёрный король · h7 чёрная пешка · b6 чёрная пешка · e6 белая пешка · f6 чёрный конь · g6 чёрная пешка · d5 чёрная пешка · e5 белый ферзь · c4 чёрная пешка · d4 белая пешка · b3 чёрный конь · c3 белая пешка · g3 белый конь · b2 белый слон · g2 белая пешка · h2 белая пешка · g1 белый король | a7 чёрная пешка · e7 чёрный ферзь · g7 чёрный король · h7 чёрная пешка · b6 чёрная пешка · e6 белая пешка · f6 чёрный конь · g6 чёрная пешка · d5 чёрная пешка · e5 белый ферзь · c4 чёрная пешка · d4 белая пешка · b3 чёрный конь · c3 белая пешка · g3 белый конь · b2 белый слон · g2 белая пешка · h2 белая пешка · g1 белый король | 4 |
| 3 | a7 чёрная пешка · e7 чёрный ферзь · g7 чёрный король · h7 чёрная пешка · b6 чёрная пешка · e6 белая пешка · f6 чёрный конь · g6 чёрная пешка · d5 чёрная пешка · e5 белый ферзь · c4 чёрная пешка · d4 белая пешка · b3 чёрный конь · c3 белая пешка · g3 белый конь · b2 белый слон · g2 белая пешка · h2 белая пешка · g1 белый король | a7 чёрная пешка · e7 чёрный ферзь · g7 чёрный король · h7 чёрная пешка · b6 чёрная пешка · e6 белая пешка · f6 чёрный конь · g6 чёрная пешка · d5 чёрная пешка · e5 белый ферзь · c4 чёрная пешка · d4 белая пешка · b3 чёрный конь · c3 белая пешка · g3 белый конь · b2 белый слон · g2 белая пешка · h2 белая пешка · g1 белый король | a7 чёрная пешка · e7 чёрный ферзь · g7 чёрный король · h7 чёрная пешка · b6 чёрная пешка · e6 белая пешка · f6 чёрный конь · g6 чёрная пешка · d5 чёрная пешка · e5 белый ферзь · c4 чёрная пешка · d4 белая пешка · b3 чёрный конь · c3 белая пешка · g3 белый конь · b2 белый слон · g2 белая пешка · h2 белая пешка · g1 белый король | a7 чёрная пешка · e7 чёрный ферзь · g7 чёрный король · h7 чёрная пешка · b6 чёрная пешка · e6 белая пешка · f6 чёрный конь · g6 чёрная пешка · d5 чёрная пешка · e5 белый ферзь · c4 чёрная пешка · d4 белая пешка · b3 чёрный конь · c3 белая пешка · g3 белый конь · b2 белый слон · g2 белая пешка · h2 белая пешка · g1 белый король | a7 чёрная пешка · e7 чёрный ферзь · g7 чёрный король · h7 чёрная пешка · b6 чёрная пешка · e6 белая пешка · f6 чёрный конь · g6 чёрная пешка · d5 чёрная пешка · e5 белый ферзь · c4 чёрная пешка · d4 белая пешка · b3 чёрный конь · c3 белая пешка · g3 белый конь · b2 белый слон · g2 белая пешка · h2 белая пешка · g1 белый король | a7 чёрная пешка · e7 чёрный ферзь · g7 чёрный король · h7 чёрная пешка · b6 чёрная пешка · e6 белая пешка · f6 чёрный конь · g6 чёрная пешка · d5 чёрная пешка · e5 белый ферзь · c4 чёрная пешка · d4 белая пешка · b3 чёрный конь · c3 белая пешка · g3 белый конь · b2 белый слон · g2 белая пешка · h2 белая пешка · g1 белый король | a7 чёрная пешка · e7 чёрный ферзь · g7 чёрный король · h7 чёрная пешка · b6 чёрная пешка · e6 белая пешка · f6 чёрный конь · g6 чёрная пешка · d5 чёрная пешка · e5 белый ферзь · c4 чёрная пешка · d4 белая пешка · b3 чёрный конь · c3 белая пешка · g3 белый конь · b2 белый слон · g2 белая пешка · h2 белая пешка · g1 белый король | a7 чёрная пешка · e7 чёрный ферзь · g7 чёрный король · h7 чёрная пешка · b6 чёрная пешка · e6 белая пешка · f6 чёрный конь · g6 чёрная пешка · d5 чёрная пешка · e5 белый ферзь · c4 чёрная пешка · d4 белая пешка · b3 чёрный конь · c3 белая пешка · g3 белый конь · b2 белый слон · g2 белая пешка · h2 белая пешка · g1 белый король | 3 |
| 2 | a7 чёрная пешка · e7 чёрный ферзь · g7 чёрный король · h7 чёрная пешка · b6 чёрная пешка · e6 белая пешка · f6 чёрный конь · g6 чёрная пешка · d5 чёрная пешка · e5 белый ферзь · c4 чёрная пешка · d4 белая пешка · b3 чёрный конь · c3 белая пешка · g3 белый конь · b2 белый слон · g2 белая пешка · h2 белая пешка · g1 белый король | a7 чёрная пешка · e7 чёрный ферзь · g7 чёрный король · h7 чёрная пешка · b6 чёрная пешка · e6 белая пешка · f6 чёрный конь · g6 чёрная пешка · d5 чёрная пешка · e5 белый ферзь · c4 чёрная пешка · d4 белая пешка · b3 чёрный конь · c3 белая пешка · g3 белый конь · b2 белый слон · g2 белая пешка · h2 белая пешка · g1 белый король | a7 чёрная пешка · e7 чёрный ферзь · g7 чёрный король · h7 чёрная пешка · b6 чёрная пешка · e6 белая пешка · f6 чёрный конь · g6 чёрная пешка · d5 чёрная пешка · e5 белый ферзь · c4 чёрная пешка · d4 белая пешка · b3 чёрный конь · c3 белая пешка · g3 белый конь · b2 белый слон · g2 белая пешка · h2 белая пешка · g1 белый король | a7 чёрная пешка · e7 чёрный ферзь · g7 чёрный король · h7 чёрная пешка · b6 чёрная пешка · e6 белая пешка · f6 чёрный конь · g6 чёрная пешка · d5 чёрная пешка · e5 белый ферзь · c4 чёрная пешка · d4 белая пешка · b3 чёрный конь · c3 белая пешка · g3 белый конь · b2 белый слон · g2 белая пешка · h2 белая пешка · g1 белый король | a7 чёрная пешка · e7 чёрный ферзь · g7 чёрный король · h7 чёрная пешка · b6 чёрная пешка · e6 белая пешка · f6 чёрный конь · g6 чёрная пешка · d5 чёрная пешка · e5 белый ферзь · c4 чёрная пешка · d4 белая пешка · b3 чёрный конь · c3 белая пешка · g3 белый конь · b2 белый слон · g2 белая пешка · h2 белая пешка · g1 белый король | a7 чёрная пешка · e7 чёрный ферзь · g7 чёрный король · h7 чёрная пешка · b6 чёрная пешка · e6 белая пешка · f6 чёрный конь · g6 чёрная пешка · d5 чёрная пешка · e5 белый ферзь · c4 чёрная пешка · d4 белая пешка · b3 чёрный конь · c3 белая пешка · g3 белый конь · b2 белый слон · g2 белая пешка · h2 белая пешка · g1 белый король | a7 чёрная пешка · e7 чёрный ферзь · g7 чёрный король · h7 чёрная пешка · b6 чёрная пешка · e6 белая пешка · f6 чёрный конь · g6 чёрная пешка · d5 чёрная пешка · e5 белый ферзь · c4 чёрная пешка · d4 белая пешка · b3 чёрный конь · c3 белая пешка · g3 белый конь · b2 белый слон · g2 белая пешка · h2 белая пешка · g1 белый король | a7 чёрная пешка · e7 чёрный ферзь · g7 чёрный король · h7 чёрная пешка · b6 чёрная пешка · e6 белая пешка · f6 чёрный конь · g6 чёрная пешка · d5 чёрная пешка · e5 белый ферзь · c4 чёрная пешка · d4 белая пешка · b3 чёрный конь · c3 белая пешка · g3 белый конь · b2 белый слон · g2 белая пешка · h2 белая пешка · g1 белый король | 2 |
| 1 | a7 чёрная пешка · e7 чёрный ферзь · g7 чёрный король · h7 чёрная пешка · b6 чёрная пешка · e6 белая пешка · f6 чёрный конь · g6 чёрная пешка · d5 чёрная пешка · e5 белый ферзь · c4 чёрная пешка · d4 белая пешка · b3 чёрный конь · c3 белая пешка · g3 белый конь · b2 белый слон · g2 белая пешка · h2 белая пешка · g1 белый король | a7 чёрная пешка · e7 чёрный ферзь · g7 чёрный король · h7 чёрная пешка · b6 чёрная пешка · e6 белая пешка · f6 чёрный конь · g6 чёрная пешка · d5 чёрная пешка · e5 белый ферзь · c4 чёрная пешка · d4 белая пешка · b3 чёрный конь · c3 белая пешка · g3 белый конь · b2 белый слон · g2 белая пешка · h2 белая пешка · g1 белый король | a7 чёрная пешка · e7 чёрный ферзь · g7 чёрный король · h7 чёрная пешка · b6 чёрная пешка · e6 белая пешка · f6 чёрный конь · g6 чёрная пешка · d5 чёрная пешка · e5 белый ферзь · c4 чёрная пешка · d4 белая пешка · b3 чёрный конь · c3 белая пешка · g3 белый конь · b2 белый слон · g2 белая пешка · h2 белая пешка · g1 белый король | a7 чёрная пешка · e7 чёрный ферзь · g7 чёрный король · h7 чёрная пешка · b6 чёрная пешка · e6 белая пешка · f6 чёрный конь · g6 чёрная пешка · d5 чёрная пешка · e5 белый ферзь · c4 чёрная пешка · d4 белая пешка · b3 чёрный конь · c3 белая пешка · g3 белый конь · b2 белый слон · g2 белая пешка · h2 белая пешка · g1 белый король | a7 чёрная пешка · e7 чёрный ферзь · g7 чёрный король · h7 чёрная пешка · b6 чёрная пешка · e6 белая пешка · f6 чёрный конь · g6 чёрная пешка · d5 чёрная пешка · e5 белый ферзь · c4 чёрная пешка · d4 белая пешка · b3 чёрный конь · c3 белая пешка · g3 белый конь · b2 белый слон · g2 белая пешка · h2 белая пешка · g1 белый король | a7 чёрная пешка · e7 чёрный ферзь · g7 чёрный король · h7 чёрная пешка · b6 чёрная пешка · e6 белая пешка · f6 чёрный конь · g6 чёрная пешка · d5 чёрная пешка · e5 белый ферзь · c4 чёрная пешка · d4 белая пешка · b3 чёрный конь · c3 белая пешка · g3 белый конь · b2 белый слон · g2 белая пешка · h2 белая пешка · g1 белый король | a7 чёрная пешка · e7 чёрный ферзь · g7 чёрный король · h7 чёрная пешка · b6 чёрная пешка · e6 белая пешка · f6 чёрный конь · g6 чёрная пешка · d5 чёрная пешка · e5 белый ферзь · c4 чёрная пешка · d4 белая пешка · b3 чёрный конь · c3 белая пешка · g3 белый конь · b2 белый слон · g2 белая пешка · h2 белая пешка · g1 белый король | a7 чёрная пешка · e7 чёрный ферзь · g7 чёрный король · h7 чёрная пешка · b6 чёрная пешка · e6 белая пешка · f6 чёрный конь · g6 чёрная пешка · d5 чёрная пешка · e5 белый ферзь · c4 чёрная пешка · d4 белая пешка · b3 чёрный конь · c3 белая пешка · g3 белый конь · b2 белый слон · g2 белая пешка · h2 белая пешка · g1 белый король | 1 |
|   | a | b | c | d | e | f | g | h |   |

1. d4 Кf6 2. c4 e6 3. Кc3 Сb4 4. e3 d5 5. a3 С:c3+ 6. bc c5 7. cd ed 8. Сd3 O-O 9. Кe2 b6 10. O-O Сa6 11. С:a6 К:a6 12. Cb2 Фd7 13. a4 Лfe8 14. Фd3 c4 15. Фc2 Кb8 16. Лae1 Кc6 17. Кg3 Кa5 18. f3 Кb3 19. e4 Ф:a4 20. e5 Кd7 21. Фf2 g6 22. f4 f5 23. ef К:f6 24. f5 Л:e1 25. Л:e1 Лe8 26. Лe6 Л:e6 27. fe Крg7 28. Фf4 Фe8 29. Фe5 Фe7 (см. диаграмму)
30. Сa3! Ф:a3 31. Кh5 gh 32. Фg5+ Крf8 33. Ф:f6+ Крg8 34. e7 Фc1+ 35. Крf2 Фc2+ 36. Крg3 Фd3+ 37. Крh4 Фe4+ 38. Кр: h5 Фe2+ 39. Крh4 Фe4+ 40. g4 Фe1+ 41. Крh5 1 : 0

## Таблица
| № | Участник              | Страна       | 1 | 1 | 2 | 2 | 3 | 3 | 4 | 4 | 5 | 5 | 6 | 6 | 7 | 7 | 8 | 8 | + | =  | − | Очки |
| - | --------------------- | ------------ | - | - | - | - | - | - | - | - | - | - | - | - | - | - | - | - | - | -- | - | ---- |
| 1 | Пауль Керес           | Эстония      |   |   | 1 | ½ | ½ | ½ | ½ | ½ | 1 | ½ | ½ | ½ | 1 | ½ | ½ | ½ | 3 | 11 | 0 | 8½   |
| 2 | Ройбен Файн           | США          | 0 | ½ |   |   | 1 | ½ | 1 | 0 | 1 | 0 | 1 | 1 | ½ | ½ | 1 | ½ | 6 | 5  | 3 | 8½   |
| 3 | Михаил Ботвинник      | СССР         | ½ | ½ | 0 | ½ |   |   | ½ | 0 | 1 | ½ | 1 | ½ | ½ | 1 | ½ | ½ | 3 | 9  | 2 | 7½   |
| 4 | Макс Эйве             | Нидерланды   | ½ | ½ | 0 | 1 | ½ | 1 |   |   | 0 | ½ | 0 | ½ | 0 | 1 | 1 | ½ | 4 | 6  | 4 | 7    |
| 5 | Самуэль Решевский     | США          | 0 | ½ | 0 | 1 | 0 | ½ | 1 | ½ |   |   | ½ | ½ | ½ | ½ | 1 | ½ | 3 | 8  | 3 | 7    |
| 6 | Александр Алехин      | Франция      | ½ | ½ | 0 | 0 | 0 | ½ | 1 | ½ | ½ | ½ |   |   | ½ | 1 | ½ | 1 | 3 | 8  | 3 | 7    |
| 7 | Хосе Рауль Капабланка | Куба         | 0 | ½ | ½ | ½ | ½ | 0 | 1 | 0 | ½ | ½ | ½ | 0 |   |   | ½ | 1 | 2 | 8  | 4 | 6    |
| 8 | Саломон Флор          | Чехословакия | ½ | ½ | 0 | ½ | ½ | ½ | 0 | ½ | 0 | ½ | ½ | 0 | ½ | 0 |   |   | 0 | 9  | 5 | 4½   |